# Женская сборная Малайзии по волейболу
Женская национальная сборная Малайзии по волейболу (малайск. Pasukan wanita Malaysia dalam bola tampar, англ. Malaysia women's national volleyball team) — представляет Малайзию на международных волейбольных соревнованиях. Управляющей организацией выступает Волейбольная ассоциация Малайзии (англ. Malaysia Volleyball Association).

## История
Волейбольная ассоциация Малайи (с 1963 — Малайзии) была основана в 1958 году и с 1964 является членом Международной федерации волейбола (ФИВБ).
На международной арене женская сборная Малайзии дебютировала в декабре 1965 года на домашних Играх полуострова Юго-Восточной Азии, в программу которых впервые был включён женский волейбол. Хозяйки соревнований выступили неудачно, оставшись за пределами призовой тройки. И в последующем сборная Малайзии на этих региональных мультиспортивных соревнованиях государств, расположенных на полуострове Индокитай, выиграть медали не смогла. В 1977 году соревнования были преобразованы в Игры Юго-Восточной Азии и женская сборная Малайзии единственный раз за свою историю выигрывала бронзовые награды волейбольных турниров. Произошло это на Играх 1983 года. Всего же в этих соревнованиях, проходящих раз в два года, женская волейбольная команда Малайзии выступала нерегулярно, но с 2007 не пропустила ни одного турнира (кроме 2019), хотя играла неудачно. К Играм, прошедшим в 2015 году в Сингапуре, в состав национальной команды были включены лучшие пляжные волейболистки страны, имеющие весомый авторитет в Азии, но подняться с последнего места сборной Малайзии так и не удалось.
На континентальном азиатской уровне сборная Малайзии появлялась лишь дважды, в 1987 приняв участие в чемпионате Азии, а в 2008 — в розыгрыше Кубка Азии. Азиатское волейбольное первенство 1987, проходившее в Шанхае, не принесло успеха дебютанткам, которые на предварительной стадии одержали одну победу (над командой Гонконга) и четырежды уступили своим соперникам. Итогом стало 9-е место, в борьбе за которое малайзийки обыграли тот же Гонконг. В октябре 2008 года в Таиланде прошёл первый розыгрыш Кубка Азии, среди участников которого оказалась и сборная Малайзии за счёт приглашения со стороны организаторов, последовавшее после отказа от выступления команды Казахстана. В 6 матчах, проведённых на турнире, малайзийские волейболистки не сумели выиграть ни одного сета, «всухую» проиграв сборным Китая, Японии, Австралии (дважды), Южной Кореи и Вьетнама, и замкнули турнирную таблицу розыгрыша.
В соревнованиях межконтинентального уровня женская сборная Малайзии не выступала.

## Результаты выступлений и составы

### Чемпионат Азии
Сборная Малайзии приняла участие только в одном чемпионате Азии.
- 1987 — 9-е место

### Кубок Азии
Сборная Малайзии приняла участие только в одном розыгрыше Кубка Азии.
- 2008 — 8-е место

### Игры Юго-Восточной Азии
- 3-е место — 1983.
- 5-е место — 2007, 2009, 2011, 2013, 2017, 2022.
- 6-е место — 2023.
- 7-е место — 2015.

- 2013: Го Се Муй, Вун Фэй Тян, Урсула Мо Хьон Чин, Лоу Ван Цзин, Те Хуэй Хун, Хо Сяо Хуэй, Анджела Тан Лин Хуэй, Вун Пэй Шен, Тан Мэй Цзин, Шерис Ан Фай Эн, Алисия И Чи Хуэй, Стефани Лоу Фэн Нье. Тренер — Датук Мо Ву Минг.
- 2015: Кук Сеа Тен, Ариффин Нурайни, Элен Ли Гок Тин, Бе Шун Тин, Лоу Мэй Чин, Лук Тек Хуа, Лук Тек Эн, Джесси Ли Цзэй Си, Мэнди Вун Чан Вэн, Винни Лим Вин И, Цзу Шу Вун, Шерис Ан Фай Эн. Тренер — Лим Бао Хун.
- 2017: Айшвини Тевар Арулнатан, Вонг Ви Ян, Мэнди Вун Чан Вэн, Эве Тан Ю Фан, Алисия И Чи Хуэй, Майда Сонг Хуа Э, Анджела Тан Лин Хуэй, Тин Хуэй Чин, Таша Маэ, Нгин Цзя Нин, Лоу Мэй Чин, Стефани Лоу Фэн Нье. Тренер — Датук Мо Ву Минг.

## Состав
Сборная Малайзии на Играх Юго-Восточной Азии 2023
| №  | Имя, фамилия            | Год рождения | Рост | Амплуа      |
| -- | ----------------------- | ------------ | ---- | ----------- |
| 1  | Анджела Тхан Лин Хуэй   | 1998         | 175  | либеро      |
| 3  | Го Чхиао Хуэй           | 2000         | 158  | связующая   |
| 4  | Ирен Ся Ци Минь         | 2002         | 160  | нападающая  |
| 7  | Ли Вэнь Воэй            | 2003         | 170  | нападающая  |
| 8  | Лим Вэнь Ни             | 2000         | 159  | либеро      |
| 9  | Лоу Мэй Чхин            | 1996         | 184  | нападающая  |
| 12 | Тянь Йонг Я             | 2002         | 174  | центральная |
| 13 | Йонг Сень Нье           | 2003         | 177  | центральная |
|    | Мо Сэау Юнь             | 2004         | 162  | связующая   |
|    | Линн Чхиа Юнь           |              |      | связующая   |
|    | Лум Лье Синь            | 2004         | 173  | нападающая  |
|    | Бриттни Тхо Чхань Сюань |              |      | нападающая  |
|    | Дженни Лин Се Тхин      |              |      | центральная |
|    | Ли Е Ру                 |              |      | центральная |

- Главный тренер — Франко Лю.
- Тренеры — Льеу Кок Хоу, Лок Куан Хуан, Филип Тхео Чхит Бун.